# Sucharita Tyagi
Pour les articles homonymes, voir Tyagi (homonymie).
Sucharita Tyagi est une scénariste, critique de cinéma, réalisatrice vidéo et ancienne animatrice radio indienne. Elle commence sa carrière comme animatrice de radio à New Delhi, puis acquiert une plus grande reconnaissance en tant que créatrice de contenu web (en) et de vidéos YouTube pour les plateformes de critique de films. 
Née et élevée à New Delhi, Tyagi aspire à travailler dans les médias audiovisuels dès son plus jeune âge. Elle trouve du travail en tant que radio jockey à la station Red FM (en) basée à Delhi, puis déménage à Bombay, où elle acquiert une plus grande reconnaissance pour son travail sur Radio City (en). Tyagi passe au contenu Web en 2015 lorsqu'elle commence à recoder des vidéos YouTube pour la plateforme de critique de films Film Companion. Elle élargit sa carrière à l'écriture et à l'animation avec une chaîne intitulée « Not a Movie Review », qui devient populaire auprès des jeunes publics de la chaîne. 
Tyagi enregistre ensuite des vidéos de critiques hebdomadaires pour Film Companion, dont quelques-unes sont utilisées pour une web-série publiée sur Disney + Hotstar en 2020. La même année, elle crée sa propre chaîne YouTube pour publier des critiques de films. Tyagi rédige également des critiques de films pour d'autres portails en ligne et a été nommé membre de la Film Critics Guild en 2018. Elle fait ses débuts d'actrice avec le court métrage Lutf en 2019. 

## Jeunesse
Sucharita Tyagi est née à New Delhi, en Inde. Elle passe son enfance à Rohini (en), un quartier résidentiel du nord-ouest de Delhi,. Elle est attirée par la radio lorsqu'elle est enfant et enregistre des émissions de radio simulées en grandissant. Tyagi fréquente l'école moderne de Barakhamba Road et obtient son diplôme avec une spécialisation en sciences. Les parents de Tyagi veulent qu'elle s'inscrive dans un collège technique après avoir terminé ses études secondaires, mais elle choisit de poursuivre une carrière dans les arts du spectacle.  

## Carrière

### Début de carrière et expérience de radio jockey (2007–2014)
Après avoir obtenu un diplôme en sciences de la communication et en journalisme de l'Université Indraprastha, Tyagi commence à travailler comme artiste voix off à New Delhi. À l'âge de 19 ans, elle auditionne avec succès pour un emploi de animatrice de radio sur une chaîne FM basée à Delhi. Elle travaille dans les stations de Delhi telles que Red FM (en) et BIG FM (en), avant de déménager à Bombay, Maharashtra en 2010 pour poursuivre des études supérieures et poursuivre sa carrière en tant qu'animatrice de station de radio. Tyagi s'inscrit à un cours de cinéma à l'université Saint-Xavier (en) et commencé simultanément à travailler comme animatrice de programme pour la station FM Radio City (en), basée à Bombay,. Elle anime le populaire programme Freedom Live, qui vise à promouvoir la musique indépendante indienne et présente de la musique d'artistes et de groupes interprétant des chansons dans diverses langues régionales. L'émission est connue pour son accent sur les artistes et la musique moins connus, ce qui constitue un changement marqué par rapport à la musique pop et aux chansons de Bollywood qui dominent la programmation du réseau. Tyagi commence rapidement à travailler comme productrice avec Radio City, tout en continuant à travailler comme animatrice aux heures de grande écoute pour la chaîne.
Pendant cette expérience avec la station, Tyagi parle des difficultés de promotion d'une station de niche sur le support de la radio en Inde. Parlant à Akhil Sood du Sunday Guardian (en) de la refonte créative de Hit 95FM (une chaîne de radio anglaise basée à Delhi souvent associée à la promotion de la musique expérimentale) elle déclare qu'il est difficile d'amener les téléspectateurs à s'intéresser à une chaîne diffusant un genre de musique très différent des morceaux classiques de Bollywood. Elle exprime sa déception face au changement de nom de la chaîne pour promouvoir la musique de Bollywood, en disant : « Beaucoup de gens seront tristes ; cela me rend triste. »
Tyagi commence à accueillir Mumbai Masala dans la plage horaire matinale pour Radio City et gagne une plus grande reconnaissance pour son travail en tant qu'animatrice de station de radio. Elle attire l'attention sur le lancement d'une collecte de fonds pour aider Nikita Shukla, étudiante en droit malvoyante ; l'histoire est reprise par plusieurs médias,,. Tyagi, après avoir rencontré Shukla lors d'une chasse aux talents, utilise sa présence sur les réseaux sociaux et son émission de radio pour faire appel à la communauté locale afin de collecter des fonds afin de couvrir les dépenses universitaires de Shukla. La campagne est largement partagée et attire l'attention des acteurs du cinéma et des politiciens basés à Mumbai, qu aident à leur tour à collecter des fonds.

### Reconnaissance plus large et carrière YouTube (depuis 2015)
Tyagi continue à travailler avec Radio City jusqu'en 2017, accueillant Mumbai Masala ; elle interviewe divers artistes de Bollywood et de la région — dont Amitabh Bachchan, AR Rahman, Farhan Akhtar, Sunny Deol, Vidya Balan et Ranbir Kapoor — pendant son séjour dans la série. Mais un tournant important survient dans sa carrière lorsqu'elle a rencontré le critique de cinéma Anupama Chopra (en) au Festival du film de Mumbai (en) de 2015,. 
Tyagi commence également à écrire pour d'autres portails de médias en ligne ; ses critiques de films et ses articles sur des sujets liés au cinéma sont depuis parues dans des publications telles que le magazine Verve, The Cherry Picks et The Weather Channel,,. En 2018, elle est nommée membre de la Film Critics Guild, l'une des premières associations de critiques de cinéma en Inde.  
Tyagi fait ses débuts au cinéma avec un second rôle dans le court métrage Lutf en 2019, avec Mona Singh (en) et Vinay Pathak (en). Le film, qui suit la vie d'une femme souffrant de pagotophobie (la peur de la glace), sort sur SonyLIV (en) le 10 octobre 2019, coïncidant avec la Journée mondiale de la santé mentale. Quelques épisodes sélectionnés de Not a Movie Review sont ensuite compilés et publiés en tant que Web-série sur Disney + Hotstar sous le même titre en mars 2020. Plus tard le même mois, Tyagi lance sa propre chaîne YouTube, où elle publie des critiques de films hebdomadaires sous le titre Ghar Se Movie Review.

## Filmographie

### Cinéma
- 2019 : Lutf, court métrage : Pari

### Internet
- depuis 2020 : Not a Film Review, web-série : présentatrice